# Незнакомцы в поезде
«Незнакомцы в поезде» (англ. Strangers on a Train) — чёрно-белый нуаровый триллер Альфреда Хичкока, снятый в 1950 году по мотивам опубликованного в том же году дебютного романа Патриции Хайсмит. Главные роли исполнили Фарли Грейнджер и Роберт Уокер. Операторская работа Роберта Бёркса была отмечена номинацией на премию «Оскар».

## Сюжет
Молодой и подающий надежды теннисист Гай Хэйнс (Фарли Грейнджер) встречает однажды в поезде весьма странного и загадочного субъекта — Бруно Энтони (Роберт Уокер). Незнакомец проявляет поразительную осведомлённость (на основе светской хроники) о личных делах Гая, который влюблен в Энн Мортон (Рут Роман), дочь известного сенатора, и как раз направляется к своей нынешней супруге Мириам (Кейси Роджерс), чтобы договориться о разводе. Бруно в порыве откровенности излагает Гаю свою давнюю идею об «убийстве крест-накрест»: он предлагает Гаю убить его жену, а тот, в свою очередь, убьёт отца Бруно, которого последний отчаянно ненавидит. Таким образом можно обеспечить алиби заинтересованным лицам, а подлинные убийцы будут лишены всякого видимого мотива. Гай с возмущением отвергает предложение Бруно. Однако, приехав к своей жене Мириам, он обнаруживает, что та передумала разводиться, желая как можно больше насолить мужу. Тем временем Бруно уже начинает действовать…

## Фильм и книга
Фабула романа и фильма не совпадает. В книге Гай, поддавшись на шантаж со стороны Бруно, всё-таки убивает его отца. После совершения преступления Бруно продолжает поддерживать с ним отношения, как если бы ничего не случилось. Странная связь между молодыми людьми вызывает подозрение частного детектива. Гай всё больше идентифицирует себя с более волевым товарищем. Бруно случайно падает с корабля и погибает, несмотря на отчаянную попытку Гая спасти его жизнь. Сознание Гая разъедает чувство вины в совершённом убийстве. Он признаётся во всём одному из любовников Мириам. Его собеседник неожиданно соглашается с тем, что убийство Мириам было оправданно — как заслуженная кара за супружескую неверность. Частному детективу удаётся подслушать этот разговор и привлечь Гая к ответственности, чему тот, впрочем, и не противится.
Переработка романа в сценарий потребовала участия нескольких профессионалов. Поначалу Хичкок обратился за помощью к Уитфилду Куку, писателю левых взглядов, который помогал ему в работе над предыдущей лентой. От него требовалось вышелушить и усилить присутствующие в романе намёки на взаимное влечение между Гаем и Бруно. Обрисовка характера Бруно была смягчена до такой степени, что из грубого алкоголика он превратился в обходительного «маменькина сынка», который знает французский, но совершенно равнодушен к женщинам. Гай вместо архитектора стал теннисистом: режиссёра занимала идея зарядить саспенсом обычный теннисный матч. Из Флориды и юго-западных штатов действие было перенесено в окрестности Вашингтона.
Хичкок принял выполненную Куком редакцию, однако пожелал, чтобы в титрах в качестве сценариста значилось более звучное имя. Его агенты предлагали поработать над сценарием восьми видным писателям, включая Джона Стейнбека, Торнтона Уайлдера и Дэшила Хэммета, но получили отказы: кто-то жаловался на пошлость сюжета, кто-то считал ниже своего достоинства перерабатывать роман никому не известной писательницы.
Наконец заняться сценарием согласился автор «чёрных романов» Раймонд Чандлер, за плечами которого была номинация на «Оскар» за классический нуар «Двойная страховка». Чандлер в письме Хичкоку назвал сюжет романа абсурдным, но всё же подготовил несколько редакций сценария: последняя сцена была помещена в сумасшедшем доме, на Гае была смирительная рубашка. Чандлеровские разработки были направлены Хичкоку, но до сентября 1950 года ответа не поступило. Дело в том, что режиссёр принял решение отказаться от услуг Чандлера, когда ему рассказали о шуточках последнего по поводу его веса, и пытался договориться о продолжении работы над сценарием с «королём» голливудских сценаристов Беном Хектом. Тот порекомендовал вместо себя молодую ассистентку, Чензи Ормонд, которая, в сущности, и подготовила окончательный сценарий.
При первой встрече с Ормонд режиссёр зажал нос пальцами и, брезгливо держа чандлеровский сценарий двумя пальцами, церемонно опустил его в мусорную корзину. Он заявил, что не намерен использовать из него ни строчки. На написание сценария Ормонд было отведено три недели, остававшиеся до отъезда съёмочной группы на Восточное побережье. В помощь Ормонд режиссёр приставил двух женщин, чутью которых он доверял, — супругу Альму и ассистентку Барбару Кеон (Чандлер презрительно называл её секретаршей Хичкока). Втроём они работали над сценарием, зачастую после полуночи. Благодаря им в сценарии появились новые колоритные детали — безумная карусель, туннель любви, зажигалка и очки с толстыми стёклами.

## Актёры
- Фарли Грейнджер — Гай Хэйнс
- Рут Роман — Энн Мортон
- Роберт Уокер — Бруно Энтони
- Лео Г. Кэрролл — сенатор Мортон
- Патриция Хичкок — Барбара Мортон
- Кейси Роджерс — Мириам Джойс Хэйнс
- Мэрион Лорн — миссис Энтони
- Джонатан Хейл — мистер Энтони
- Говард Сент-Джон — капитан Тёрли
- Джон Браун (англ. John Brown) — проф. Коллинз
- Норма Варден — миссис Каннингем
- Роберт Гист (англ. Robert Gist) — Лесли Хеннесси
- Чарльз Мередит — судья Донахью (в титрах не указан)
- Дик Уэссел — Билл (в титрах не указан)

Главные роли в фильме исполнили 25-летний актёр Фарли Грейнджер, который сыграл одну из главных ролей у Хичкока в «Верёвке» (1948), и 32-летний Роберт Уокер, бывший зять Джона Форда. Хичкок видел в роли Гая самоуверенного плейбоя Уильяма Холдена, хотя такие специалисты, как Р. Эберт, убеждены, что Холден совершенно не подходил для этой роли. Роль в «Верёвке» досталась Грейнджеру благодаря содействию его любимого человека, сценариста Артура Лорентса. Гомосексуальность актёра, видимо, учитывалась Хичкоком, когда он предложил ему роль «мягкотелого», как он выразился, персонажа. Позднее он скептически отзывался об актёрских способностях Грейнджера.
Роберт Уокер должен был сыграть психически нездорового человека, который под воздействием собственных бредовых теорий идёт на убийство. При выборе актёра на эту роль Хичкок руководствовался тем, что Уокер только что выписался из психиатрической лечебницы. Роль Бруно принято считать главной удачей его актёрской карьеры и самой сильной актёрской работой в фильме. Трюффо и Хичкок согласились, что Уокер перетянул на себя симпатии зрительного зала, сделав убийцу привлекательнее номинально положительного героя (в сущности, себялюбивого карьериста). Через полгода после окончания работы над фильмом у Уокера обострилось душевное заболевание, и он умер из-за аллергической реакции на медицинские препараты.
На роль Барбары режиссёр взял собственную дочь Патрицию. Она не стесняется высказывать всё, что приходит ей на ум, — своего рода представитель режиссёра в фильме. В разговоре с Трюффо режиссёр сказал, что наибольшее впечатление на него произвели характерные актёры: исполнительница роли «стервозной бабы» — жены Гая (Кейси Роджерс) и гротескная выжившая из ума старуха — мать Бруно (её сыграла Мэрион Лорн). У Хичкока всегда был актёр, с которым он конфликтовал на съёмочной площадке. При съёмках «Незнакомцев» такой мишенью стала Рут Роман, исполнительница роли Энн Мортон. Её кандидатура была навязана ему Джеком Уорнером; к тому же режиссёр полагал, что актриса скованно ведёт себя перед камерой и ей недостаёт сексапильности.

## Работа над фильмом
Хичкок выкупил права на экранизацию романа Хайсмит всего за 7500 $ благодаря тому, что писательница была начинающей, а имя режиссёра при заключении сделки не называлось. Впоследствии Хайсмит высказывала своё недовольство тем, что от неё скрыли имя режиссёра. В титрах фильма в качестве сценариста указан Раймонд Чандлер. Фактически это имя использовано как приманка для зрителя. На самом деле почти весь сценарий написала никому не известная Ченци Ормонд.
В качестве оператора был выбран Роберт Бёркс — специалист по сложным оптическим эффектам, способный создавать в кадре то настроение, которого требовал режиссёр. Из всей съёмочной группы он единственный был номинирован на «Оскар». Режиссёр остался доволен его работой и продолжал сотрудничать с Бёрксом на протяжении следующих 14 лет. Именно Бёрксу удалось запечатлеть то, о чём Хичкок мечтал на протяжении всех 20 лет своей кинокарьеры, — снять убийство отражённым в очках жертвы.
Интерьеры фильма снимались в уорнеровской студии, сцены на свежем воздухе — в Лос-Анджелесе (парк развлечений), Вашингтоне (мемориал Джефферсону), Нью-Йорке (Пенсильванский вокзал) и Данбери (провинциальный вокзал). Летом 1950 года Хичкок приезжал в Квинс с тем, чтобы заснять полные зрителей трибуны на матчах кубка Дэвиса. 17 октября 1950 года съёмочная группа отбыла на восточное побережье, где в течение 6 дней велись съёмки на Пенсильванском вокзале (в фильме он был выдан за столичный вокзал Юнион-Стейшн) и в небольшом городе Денбери (который стал в фильме провинциальным Меткафом). К этому времени львиная доля сценария была уже готова.
К концу месяца Хичкок вернулся в Калифорнию. Парк развлечений согласно детальным инструкциям режиссёра был сооружён на ранчо его коллеги Роулэнда Ли в Чатсуорте. Настоящий «Туннель любви» удалось отыскать в одном из районов Лос-Анджелеса, Канога-Парке. Исполнительницу роли Мириам режиссёр заставил носить очки с мощными линзами, хотя у неё было прекрасное зрение. Это дезориентировало её во время съёмок. В одной из сцен видно, как она нащупывает дорогу, проводя рукой по мебели. Теннисный матч был снят на кортах теннисного клуба в пригородном Саут-Гейте. В кадре соперника Гая изображал Фред Рейнольдс, а за кадром Грейнджеру оппонировал его тренер Джек Кашингэм. Остальные сцены снимались в студии на фоне пейзажных декораций.
Хичкок лично входил в мельчайшие детали съёмок. Например, он сам подобрал мусор, скопившийся под канализационной решёткой, куда Бруно роняет зажигалку, — а именно, мокрые листья, скомканную бумагу, обёртку жевательной резинки и апельсиновую кожуру. Он придумал для Бруно галстук с узором в виде омаров с сомкнутыми клешнями, который словно бы выдаёт в Бруно душителя. Съёмки закончились перед самым Рождеством, и Хичкок с женой уехали на каникулы. В марте 1951 года они отметили серебряную свадьбу в швейцарском Санкт-Морице.

## Сложности при съёмках
Хичкок по традиции тщательно готовил кульминационные сцены своих фильмов. В «Незнакомцах в поезде» расчёт был на то, что в памяти у зрителя останется экспрессионистская сцена «чокнутной» карусели, которая по мере движения разваливается на части. При создании этого яркого образа использовались доступные в то время спецэффекты — миниатюрные модели, проецирование фона, монтажные вклейки. За бесшовное сведение всех элементов воедино отвечал монтажёр Уильям Зиглер. Сначала засняли то, как взрывается миниатюрный макет карусели. Затем изображение взрыва было спроецировано на гигантский экран, на фоне которого разместили массовку из плачущих детей и вопящих матерей, в которых, кажется, и летят деревянные лошадки разлетающегося на части аттракциона.
Хичкоковский биограф Шарлотта Чандлер утверждает, что триллер едва не превратился в фильм ужасов. Это могло бы произойти, подними чуть выше голову оператор аттракциона, который ползёт под бешено вращающейся каруселью, чтобы отключить её. Хичкок называл этот момент самым жутким из всего, что когда-либо происходило у него на съёмочной площадке, ведь трюк исполнял не профессиональный каскадёр, а неподготовленный к этому оператор настоящей карусели. Впрочем, Хичкок признавал, что эта сцена снималась вовсе не на той сумасшедшей скорости, какую можно видеть в фильме.
Убийство Мириам было снято крайне стилизованно — не просто со скошенного угла (что традиционно для Хичкока), а отражённым в очках жертвы, которые упали с её головы на траву. В плёнку, снятую в парке развлечений, были впечатаны кадры замедленного сникания девушки, которые удалось получить при съёмках в студии — с седьмого дубля, да и то при использовании огромного вогнутого отражателя. Хичкок инструктировал актрису «медленно отклоняться назад, словно танцуешь лимбо». Представив убийство как гротескный балет, режиссёр соединил жуткое с прекрасным, добившись эффекта эстетизации ужаса. Исследователи отмечают, что такое решение было неожиданно, но абсолютно оправдано эстетически. Сцену убийства Мириам до сих пор приводят в пример студентам киношкол.
В последней сцене американской версии фильма сёстры Мортон в комнате своего дома с нетерпением ждут судьбоносного звонка от Гая. С целью подчеркнуть его значимость Хичкок высказал пожелание, чтобы на первом плане был виден телефон, а на заднем плане — девушки. Осуществлению его замысла мешала несовершенная техника того времени, не позволявшая уместить в одном кадре и телефон, и актрис. Чтобы решить затруднение, перед камерой поставили гигантский муляж телефона. Услышав звонок, Энн подбегает к столику и снимает трубку. Однако трубка у неё в руке нормальных размеров. «Всё было снято одним планом», — вспоминал Хичкок. Когда Энн идёт вперёд, камера едва заметно подаётся ей навстречу, благодаря чему телефон на полсекунды оказывается за кадром. Этого времени было достаточно, чтобы ассистент подал актрисе трубку обычного телефона.

## Музыка
Джек Уорнер пожелал, чтобы музыку к фильму написал Дмитрий Тёмкин, с которым Хичкок уже работал ранее. Хотя Хичкок продолжал прибегать к услугам Тёмкина до того, как встретил Бернарда Херрмана, творческого союза у них не получилось. Звуковые дорожки к хичкоковским триллерам (всего их четыре) не принято относить к лучшим свершениям композитора. Тем не менее, у саундтрека к «Незнакомцам» есть свои поклонники, которые сожалеют о том, что он несколько затерялся на фоне музыки к другим фильмам Хичкока.
Музыкальный ряд фильма построен на контрапункте мотивов, которые сопровождают Гая и Бруно. Мотив Бруно — это рокочущий контрабас, кристальные пульсации струнных, неожиданные группировки звуков. Тема Гая менее ярко выражена, производя впечатление нерешительности, некоторой пассивности. Музыка характеризует не только Бруно как ведущего партнёра в этом «танго», но и то неоднозначное впечатление, какое он производит на Гая и семейство сенатора.
Для записи аккомпанемента к первой сцене (движущиеся в сторону вокзала пары ботинок — одни незаметно-традиционные, другие кричаще-современные) Тёмкину понадобился целый оркестр — три фортепиано, четыре рожка, три кларнета, новакорд и саксофоны трёх типов (альт, тенор, баритон). Уже здесь джазовые проигрыши «под Гершвина» противопоставлены резким звукам контрабаса, создавая у зрителя смутно тревожное ощущение, предвкушение конфликта.
Кульминационные сцены фильма сопровождает характерная музыка каллиопы — старинного инструмента, который можно было услышать на провинциальных ярмарках. Именно Хичкок предложил пропустить через весь фильм мелодию XIX века The Band Played On («Оркестр продолжал играть»). Что было неожиданно по голливудским стандартам того времени, так это то, что во время прогулки по парку Мириам и её приятели начинают насвистывать этот мотив, и к ним присоединяется следующий по пятам Бруно.
Музыка каллиопы преследует Мириам до самого убийства и, даже когда Бруно принимается душить её, продолжает звучать где-то вдали как своего рода зловещее облигато. Музыка с ярмарки возвращается каждый раз, когда Бруно смотрит на Барбару, напоминающую ему о задушенной девушке. Повторное посещение аттракционов в конце фильма вновь сопровождается звуками каллиопы, а во время безумного верчения карусели мотив The Band Played On гротескно ускоряется в такт с разгоном аттракциона.

## Промокампания и премьера
С целью раскрутки нового фильма Хичкок, как обычно, позировал фотографам в необычных положениях. На одной промофотографии он запечатлён вставляющим букву L в слово strangers («незнакомцы») в заглавии фильма. Каламбур в том, что получается слово stranglers («душители»). На другом фото он обвивает руками шею собственной дочери Патриции (исполнительница роли Барбары). В одном из пресс-релизов утверждалось, что Хичкок, посулив дочери сотню долларов за вечернее катание на колесе обозрения, велел отключить электричество, когда она была на самой вершине, из-за чего дрожащая девушка «целый час провисела в кромешной тьме». Сама Патриция защищает отца от обвинений в садизме, называя подобные рассказы байками, которые были призваны возбудить интерес к фильму.
Пробный показ фильма состоялся в Хантингтон-Парке 5 марта 1951 года. На показе присутствовал сам Джек Уорнер. Официальная премьера состоялась 3 июля в нью-йоркском кинотеатре Strand, переоборудованном Warner Brothers специально для проката фильмов этой студии. На премьерных показах в крупнейших городах США присутствовали Хичкок с дочерью. Хотя Джек Уорнер получил несколько разгневанных писем с обвинениями в финансировании «низменной» продукции, в целом реакция на фильм была благожелательной. Он имел коммерческий успех, реабилитировав Хичкока в глазах студии после провалов конца сороковых.
При бюджете в 1,7 миллионов $ картина собрала 7 миллионов в США, 19 тысяч в Южной Корее, и 1,4 тысяч долларов в Новой Зеландии, тем самым, собрав во всем мире 7 миллионов 21 тысячу долларов.

## Лейтмотивы и темы
«Разве эта задумка не восхитительна? Её можно разбирать без конца», — сказал Хичкок о структуре «Незнакомцев» в интервью Трюффо. Это один из фильмов Хичкока, построенных на романтическом мотиве рокового двойничества. Идея убийства крест-накрест бесконечно разветвляется, порождая хитроумные контрапункты в звуковой и визуальной ткани фильма. Отношения главных героев образуют, по словам одного из критиков, «тёмный симбиоз», ибо Бруно воплощает тёмную сторону Гая, его высказанное однажды и тут же вытесненное из сознания желание убить супругу. Бруно переносит фантазию Гая в плоскость реальности, в результате чего она оборачивается для Гая подлинным кошмаром.
Мотив двойничества задают первые же кадры фильма. Две пары ботинок выходят из двух таксомоторов и в сопровождении двух носильщиков направляются в сторону вокзала. В вагоне их пути пересекаются. Вслед за тем показано, как скрещиваются железнодорожные пути. В вагоне Бруно заказывает себе и Гаю пару двойных напитков, сопровождая заказ каламбуром: «Только тут я играю в парном разряде» (The only kind of doubles I play). Позднее, когда один из двойников спрашивает время, другой, на расстоянии многих километров от него, смотрит на часы. Стоит Гаю закричать о том, что он хочет придушить Мириам, как следующим кадром показаны руки Бруно, как бы душащие кого-то.
В фильме задвоены влиятельные и уважаемые отцы, женщины в очках, расследующие преступление детективы, мальчики в парке развлечений, старики на карусели. В фильме два Хичкока (Альфред и Патриция), в последний вечер её жизни Мириам сопровождают двое приятелей, и две женщины на светском рауте рассуждают об идеальном преступлении. В игру включается даже грузное тело режиссёра, который затаскивает в вагон двойной контрабас, повторяющий своими очертаниями его самого. Это тотальное задваивание не имеет соответствия в романе. Почти все параллельные мотивы были изобретены самим Хичкоком и спешно продиктованы Ормонд в последние дни работы над сценарием.

## Главные герои
Гай и Бруно одновременно уподобляются и противопоставляются друг другу. Хичкок переводит их сходство и различие на язык кино, претворяя их в разветвлённую систему образов. Несмотря на эхо поступков и жестов, Гаю соответствуют правая половина экрана и светлые тона, а Бруно отведена левая сторона экрана и тёмная сторона спектра. При составлении мизансцен Хичкок традиционно размещал с левой стороны персонажей отрицательных либо слабых. Эта его привычка особенно заметна в сцене ночной встречи Гая и Бруно после убийства Мириам, где с правой стороны возвышается белый Капитолий — символ той светлой и упорядоченной жизни, к которой стремится теннисист. Когда Гай хочет войти к себе в дом, из затенённой подворотни его шёпотом окликает Бруно. Он стоит слева за металлической решёткой и при появлении полиции увлекает Гая за собой в тень. На минуту они оба оказываются за решёткой. «Из-за вас я веду себя как преступник!» — возмущённо шепчет Гай.
Контрастные полосы светотени падают на Бруно и в других сценах фильма, начиная с разговора в поезде. Залитые солнцем теннисные корты и белоснежная спортивная форма Гая противопоставлены полумраку старинного особняка в Арлингтоне, где проживает Бруно. Пока Гай пытается одолеть противника на солнечных кортах Форест-Хилса, рука Бруно судорожно тянется под мостовую, во мрак канализации, где свален всякий мусор. На фоне беломраморных ступеней мемориала Джефферсону одетый в чёрное Бруно выделяется как грязное пятно. Направляясь на остров любви, чтобы убить Мириам, Бруно садится в лодку с именем Плутона — древнего бога подземного царства. Это придаёт сцене мифологический подтекст, превращая остров любви в остров мёртвых. Чернильный блеск стигийских вод и проплывание лодок через тёмный туннель усиливают эту сказочную атмосферу.
В то же время Гай и Бруно трактованы Хичкоком не как Джекил и Хайд. Их характеры не нарисованы одной краской. Пронизывающая весь фильм система параллелей намертво зарифмовывает опрятный и светлый мир Гая с сумбурным миром безумного Бруно. Когда Бруно в поезде раскрывает Гаю свой план идеального убийства и предлагает убрать его жену, Гай не прерывает разговора. Его уклончивые ответы косвенно поддерживают интерес Бруно. Если бы он сразу «отшил» Бруно, то его жена могла бы остаться в живых. Уходя из купе, Гай допускает промах «по Фрейду», оставив в распоряжении Бруно зажигалку — подарок сенаторской дочери. Эта зажигалка с перекрещенными ракетками становится символической пуповиной, соединяющей Гая с преступлением. При этом в отношениях Гая с Энн Мортон не заметно особой страстности. Зрителю предоставляется самому решить, что влечёт Гая к дому сенатора, — искреннее чувство или холодный расчёт карьериста.
Роджер Эберт отметил, что притяжение (не только психологическое, но и сексуальное) между Гаем и Бруно обусловлено наличием у них изъянов, которые компенсируют друг друга. Герой Уокера — волевой и решительный, несмотря на то, что все считают его лентяем; герой Грейнджера — слабый и пассивный, хотя по роду занятий он спортсмен. У одного физическая активность соседствует с безвольностью, у второго — ровно наоборот. С первых кадров Хичкок показывает сначала ноги Бруно, а уже затем — ноги Гая. Именно Бруно ведёт эту партию. Однако судьбоносная встреча в поезде не была им подстроена: в вагоне его ногу задевает нога Гая, а не наоборот.
И Гай, и Бруно находятся на перепутье: первый — между женой и любовницей, между карьерой в спорте и в политике; второй пытается придать смысл своей жизни путём отцеубийства. Первый одевается неброско, даже по-конформистски. Второй не прочь выделиться из толпы за счёт броских аксессуаров (пёстрые туфли, галстук с омарами, блестящая застёжка с собственным именем). Даже редкое, замысловатое имя Bruno контрастирует с именем Guy, которое по-английски имеет второе значение — просто «парень». Хичкок придавал значение той пище, которую заказывают в поезде главные герои. Что характерно, Гай заказывает обычный фастфуд (кофе и гамбургер), а Бруно — шоколадное мороженое. Режиссёр объяснял выбор мороженого тем, что Бруно — в душе ребёнок и гедонист.

## Критика и награды
«Незнакомцы в поезде» были восприняты американскими критиками как проходной триллер Хичкока, в очередной раз подтвердивший его искусность в создании атмосферы саспенса. Он не получил никаких наград, хотя номинировался на «Оскар» за лучшую чёрно-белую операторскую работу, на премию Гильдии режиссёров Америки за режиссуру — Художественный фильм и на премию Национального совета кинокритиков как лучший фильм.
Отзывы на фильм в американской периодике были смешанными. «Хичкок опять подбросил в воздух сумасшедший сюжет с убийством и пытается обвести нас вокруг пальца, убедив в том, что он сможет устоять без опоры», — раздражённо писал в New York Times кинообозреватель Босли Кроутер, для которого Хичкок всегда оставался не более чем ловким трюкачом. Английский критик Лесли Халливелл, отметив уверенность режиссёрского почерка, посетовал на неправдоподобие сюжета, в то время как рецензент Variety одобрил все актёрские работы, посчитав их весьма убедительными.
В современных отзывах «Незнакомцы в поезде» обычно оцениваются как классический образец триллера середины XX века. В сетевой энциклопедии allmovie фильму присвоен высший балл. Роджер Эберт относит «Незнакомцев» к числу лучших работ Хичкока; он включил его разбор в свою книгу о величайших лентах в истории кино. Альмар Хафлидсон из «Би-би-си» пишет о «Незнакомцах» как об одном из самых эффектных фильмов Хичкока с традиционным для него сюжетом об обычном парне, вокруг которого затягивается петля ложных обвинений и страха.
В 2021 году картина была признана национальным достоянием США, попав в Национальный реестр фильмов Библиотеки Конгресса.

### Комментарии
1. ↑  По сценарию «Верёвки» все трое главных героев должны были быть геями, однако в окончательной версии фильма из цензурных соображений этот аспект был затушёван.

### Сноски
1. 1 2  Internet Movie Database (англ.) — 1990.
2. ↑  Sallis, James. The James Sallis Reader. ISBN 978-0-8095-1154-9. Page 82.
3. ↑  Warner Bros financial information in The William Shaefer Ledger. See Appendix 1, Historical Journal of Film, Radio and Television, (1995) 15:sup1, 1–31 p 31 DOI: 10.1080/01439689508604551
4. ↑  Strangers on a Train (1951) - Financial Information. The Numbers. Дата обращения: 28 сентября 2021. Архивировано 28 сентября 2021 года.
5. ↑  "Возвращение джедая", "Братство кольца" и "ВАЛЛ-И" признали национальным достоянием США. ТАСС. Дата обращения: 14 декабря 2021. Архивировано 14 декабря 2021 года.